# كندا في الألعاب الأولمبية الشتوية 2006
قدمت كندا في الألعاب الأولمبية الشتوية بتورينو سنة 2006 بواسطة 196 رياضي.

## الميداليات

### كيرلنغ
حصلت كندا على خمس ميداليات ذهبية في رياضة كيرلنغ لدى الرجال.

### هوكي الجليد
حصلت كندا على ميدالية ذهبية واحدة في لعبة الهوكي الجليدي لدى الإناث.

### تزلج فني على الجليد
استطاعت كندا الحصول على ميدالية برونزية واحدة لظى الرجال.

### تزلج سريع
حصلت كندا على خمس ميداليات فضية لدى الرجال، وستة ميداليات فضية وذهبيتان و برونزياتان لدى الإناث، في رياضة التزلج سريع .

### التزلج على مسار قصير
حصلت كندا على خمس ميداليات فضية لدى الرجال، وبرونزية لدى الإناث في رياضة التزلج على مسار قصير.

### سباق الزلاجات الصدرية
حصلت كندا على ذهبية وفضية لدى الرجال، وبرونزية لدى الإناث في رياضة سباق الزلاجات الصدرية.

### تزلج حر
استطاع كندا الحصول على ذهبية لدى الإناث بواسطة جينيفر هيل في رياضة التزلج حر.

### تزلج ريفي
استطاع الإناث الحصول على مدالتين فضيتين في رياضة التزلج ريفي.

### تزلج على الثلوج
أحرزت الإناث على لقب في التزلج على الثلوج بواسطة الإناث.